# Beach volley ai Giochi della XXXII Olimpiade
I tornei di beach volley ai Giochi della XXXII Olimpiade si sono svolti dal 24 luglio al 7 agosto 2021 presso il parco Shiokaze di Tokyo.

## Qualificazioni
Ogni comitato olimpico nazionale può far partecipare fino a due squadre per torneo.
| Competizione                             | Data                    | Sede                      | Posti | Qualificati | Qualificati |
| Competizione                             | Data                    | Sede                      | Posti | Uomini | Donne |
| ---------------------------------------- | ----------------------- | ------------------------- | ----- | --- | --- |
| Nazione ospitante                        | N.D.                    | N.D.                      | 2     | Giappone | Giappone |
| Campionati mondiali di beach volley 2019 | 28 giugno-7 luglio 2019 | Germania, Amburgo         | 2     | ROC | Canada |
| Torneo di qualificazione olimpica        | 18-22 settembre 2019    | Cina, Haiyang             | 4     | Italia Lettonia                                                                                                  | Lettonia Spagna                                                                                                   |
| Classifica mondiale FIVB                 | 13 giugno 2021          | Svizzera, Losanna         | 30    | Norvegia Qatar Brasile Polonia Paesi Bassi Brasile Germania ROC Rep. Ceca Stati Uniti Spagna Polonia Italia Cile | Stati Uniti Brasile Australia Stati Uniti Svizzera ROC Canada Paesi Bassi Svizzera Cina Rep. Ceca Germania Italia |
| Coppa europea 2018-2020                  | 23-26 giugno 2021       | Paesi Bassi, L'Aia        | 2     | Svizzera | Paesi Bassi |
| Coppa asiatica e oceanica 2018-2020      | 25-27 giugno 2021       | Thailandia, Nakhon Pathom | 2     | Australia | Cina |
| Coppa africa 2018-2020                   | 25-27 giugno 2021       | Marocco, Agadir           | 2     | Marocco | Kenya |
| Coppa nordamericana 2018-2020            | 25-27 giugno 2021       | Messico, Colima           | 2     | Messico | Cuba |
| Coppa sudamericana maschile 2018-2020    | 26-27 giugno 2021       | Cile, Santiago del Cile   | 1     | Argentina | N.D. |
| Coppa sudamericana femminile 2018-2020   | 26-27 giugno 2021       | Paraguay, Asunción        | 1     | N.D. | Argentina |
| Totale                                   | Totale                  | Totale                    | 48    | | |

## Calendario
| P | Turni preliminari | ¼ | Quarti di finale | ½ | Semifinali | B | Finale 3º posto | F | Finale 1º posto |

| Data →           | Sab 24 | Dom 25 | Lun 26 | Mar 27 | Mer 28 | Gio 29 | Ven 30 | Sab 31 | Dom 1 | Lun 2 | Mar 3 | Mer 4 | Gio 5 | Ven 6 | Ven 6 | Sab 7 | Sab 7 |
| ---------------- | ------ | ------ | ------ | ------ | ------ | ------ | ------ | ------ | ----- | ----- | ----- | ----- | ----- | ----- | ----- | ----- | ----- |
| Torneo maschile  | P      | P      | P      | P      | P      | P      | P      | P      | P     | P     |       | ¼     | ½     |       |       | B     | F     |
| Torneo femminile | P      | P      | P      | P      | P      | P      | P      | P      | P     | P     | ¼     |       | ½     | B     | F     |       |       |

## Podi
| Evento                            | Oro                                                  | Argento                                            | Bronzo                                    |
| Beach volley maschile (dettagli)  | Norvegia Anders Berntsen Mol Christian Sandlie Sorum | ROC Oleg Stoyanovskiy Vjačeslav Krasil'nikov       | Qatar Cherif Younousse Ahmed Tijan        |
| Beach volley femminile (dettagli) | Stati Uniti Alexandra Klineman April Ross            | Australia Mariafe Artacho del Solar Taliqua Clancy | Svizzera Anouk Vergé-Dépré Joana Heidrich |

## Medagliere
| Pos.   | Paese       | Oro | Argento | Bronzo | Totale |
| ------ | ----------- | --- | ------- | ------ | ------ |
| 1      | Stati Uniti | 1   | 0       | 0      | 1      |
| 1      | Norvegia    | 1   | 0       | 0      | 1      |
| 3      | Australia   | 0   | 1       | 0      | 1      |
| 3      | ROC         | 0   | 1       | 0      | 1      |
| 5      | Svizzera    | 0   | 0       | 1      | 1      |
| 5      | Qatar       | 0   | 0       | 1      | 1      |
| Totale | Totale      | 2   | 2       | 2      | 6      |